# Sceliphron curvatum
Sceliphron curvatum är en biart som först beskrevs av Frederick Smith 1870.
Sceliphron curvatum ingår i släktet Sceliphron och familjen grävsteklar. Inga underarter finns listade i Catalogue of Life.

## Bildgalleri

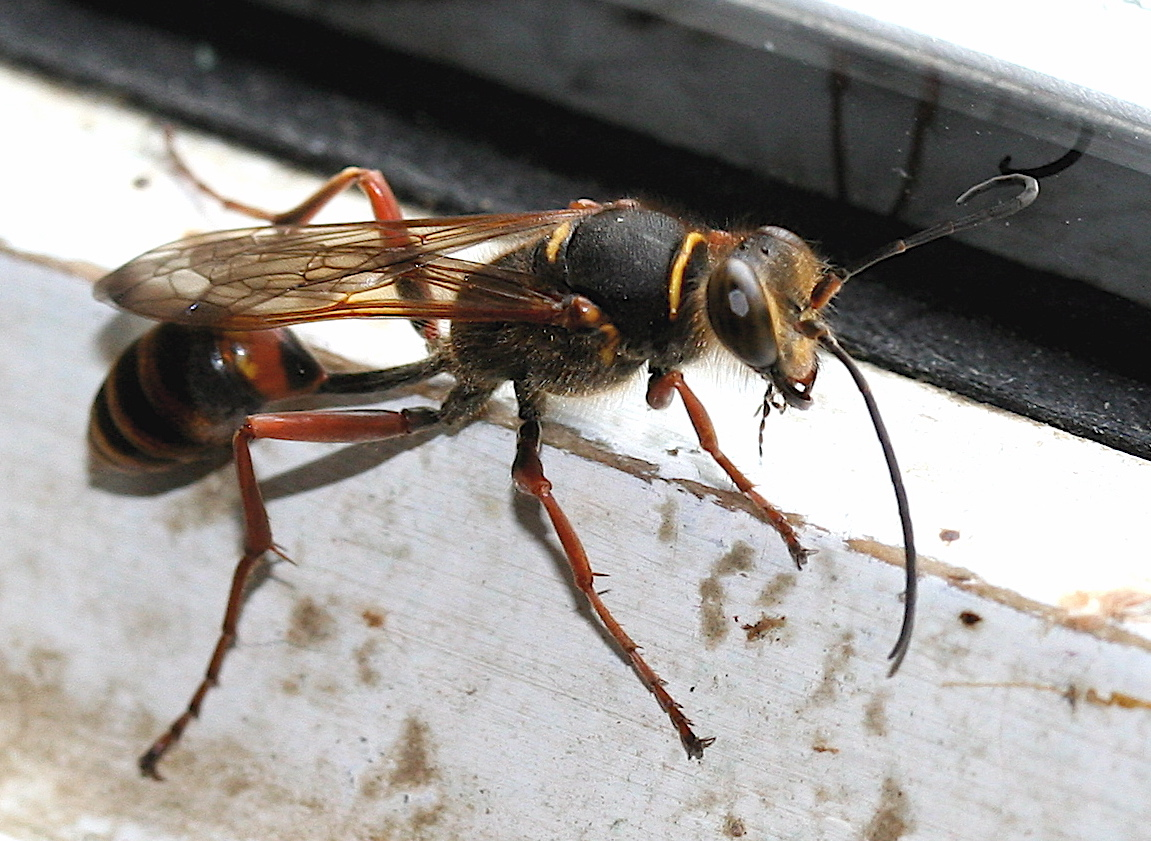
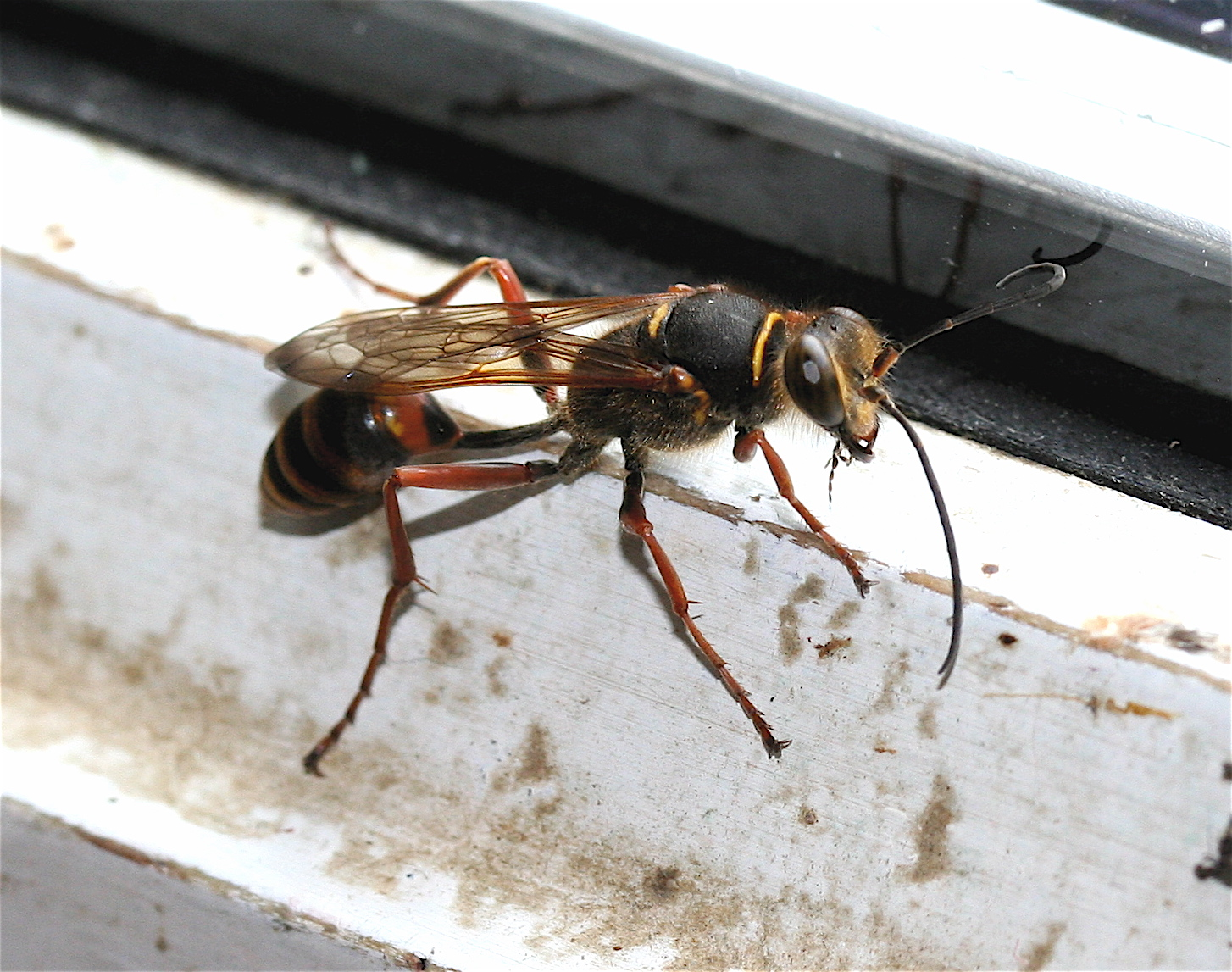
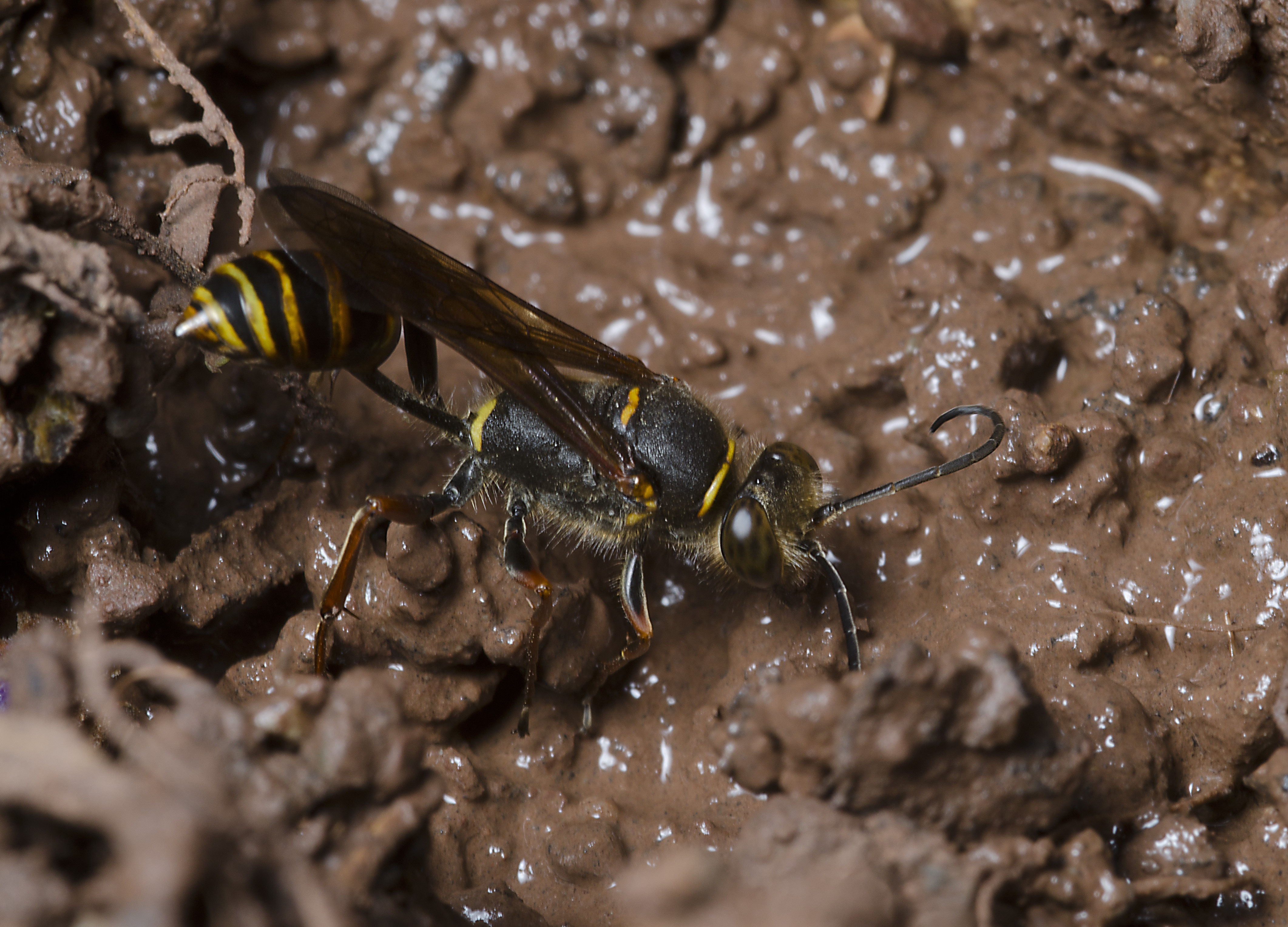
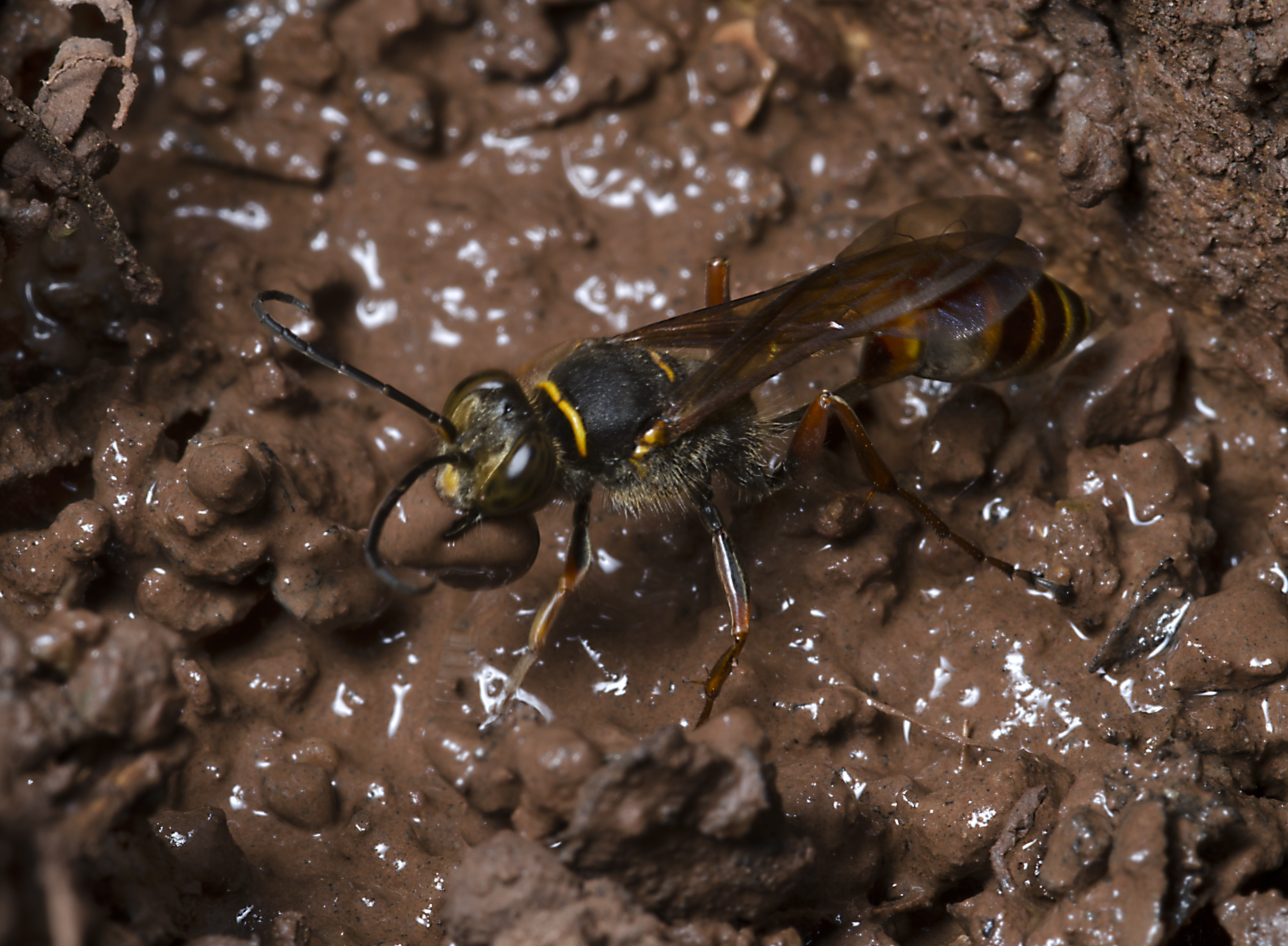
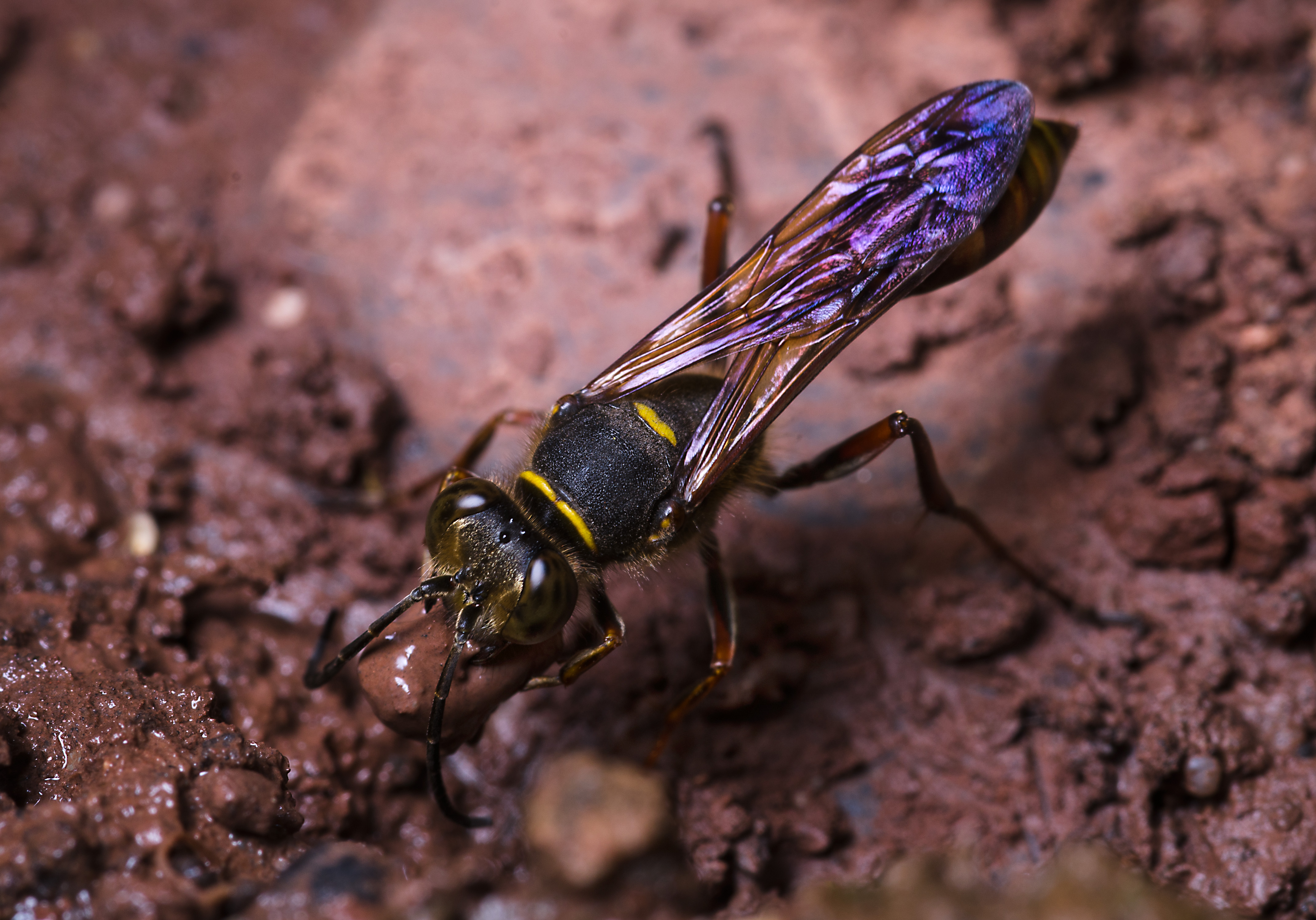
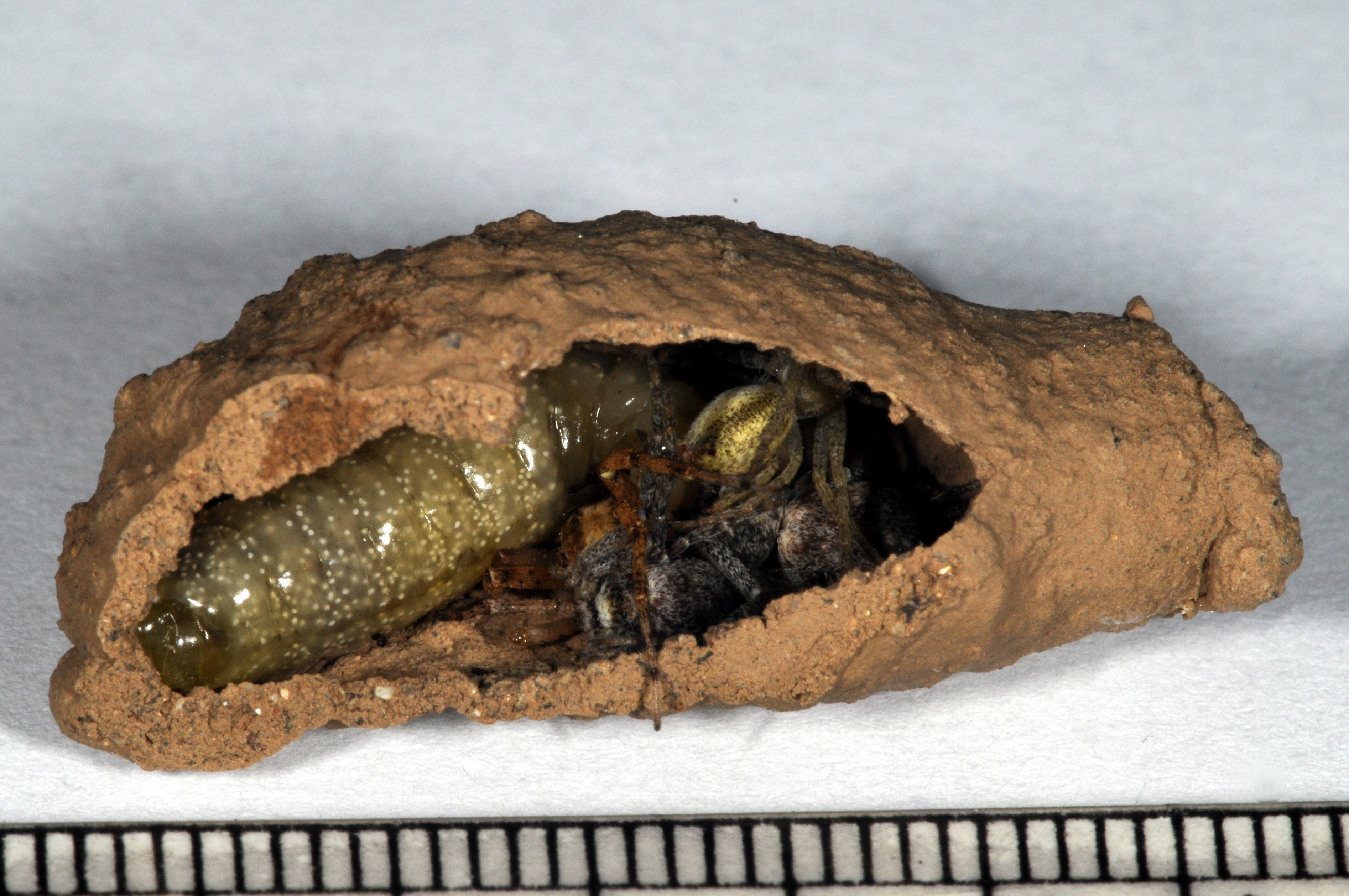